# Letícia de Souza
Letícia de Souza (ur. 6 maja 1996) – brazylijska lekkoatletka specjalizująca się w biegach sprinterskich.
W 2012 została złotą medalistką mistrzostw Ameryki Południowej juniorów młodszych w biegu na 200 metrów. W 2014 zdobyła brąz w biegu na 400 metrów podczas młodzieżowych mistrzostw Ameryki Południowej. Złota i brązowa medalistka mistrzostw ibero-amerykańskich (2016).

## Osiągnięcia
| Rok  | Impreza                                            | Miejsce        | Konkurencja        | Pozycja    | Wynik   |
| ---- | -------------------------------------------------- | -------------- | ------------------ | ---------- | ------- |
| 2012 | Mistrzostwa Ameryki Południowej juniorów młodszych | Mendoza        | bieg na 200 metrów | 1. miejsce | 24,30   |
| 2013 | Mistrzostwa świata juniorów młodszych              | Donieck        | bieg na 200 metrów | 8. miejsce | 24,46   |
| 2014 | Młodzieżowe mistrzostwa Ameryki Południowej        | Montevideo     | bieg na 400 metrów | 3. miejsce | 53,96   |
| 2016 | Mistrzostwa ibero-amerykańskie                     | Rio de Janeiro | bieg na 400 metrów | 3. miejsce | 52,79   |
| 2016 | Mistrzostwa ibero-amerykańskie                     | Rio de Janeiro | sztafeta 4 × 400 m | 1. miejsce | 3:32,30 |